# 七里塘社区
七里塘社区，是中华人民共和国安徽省合肥市瑶海区下辖的一个乡镇级行政单位。

## 行政区划
七里塘社区下辖以下地区：
新华社区、皖江社区、七里塘社区、瑶海社区、星火社区、张洼社区、淮合社区和淮肥社区。